# Greyfield Inn
Greyfield es una finca con una casa de estilo renacentista colonial del mismo nombre en Cumberland Island en el condado de Camden, Georgia; fue incluido en el Registro Nacional de Lugares Históricos en 2003. 
También ha sido conocido como Greyfield Inn desde su apertura al público como posada en 1962. La casa fue construida entre 1901 y 1905 para Margaret Carnegie Ricketson y su esposo Oliver Ricketson, y fue una de varias construidas para miembros de la familia Carnegie dentro de una gran propiedad de la familia Carnegie en Cumberland. Su hija Lucy Carnegie Ferguson vivió en la casa durante más de setenta años.
El área que figura en la lista del NRHP es de 203 acres (0,8 km²) e incluye seis edificios contribuyentes y cuatro estructuras contribuyentes.